# Saint-Hilaire-de-Loulay
Saint-Hilaire-de-Loulay ist eine Ortschaft und eine ehemalige französische Gemeinde mit 4.798 Einwohnern (Stand: 1. Januar 2022) im Département Vendée in der Region Pays de la Loire. Sie gehörte zum Arrondissement La Roche-sur-Yon und zum Kanton Montaigu.
Mit Wirkung vom 1. Januar 2019 wurden die ehemaligen Gemeinden Boufféré, La Guyonnière, Montaigu, Saint-Georges-de-Montaigu und Saint-Hilaire-de-Loulay zur Commune nouvelle Montaigu-Vendée zusammengeschlossen und haben in der neuen Gemeinde der Status einer Commune déléguée. Der Verwaltungssitz befindet sich im Ort Montaigu.

## Geographie
Saint-Hilaire-de-Loulay liegt am Fluss Maine, an der westlichen Grenze verläuft sein Zufluss Blaison. Umgeben wird Saint-Hilaire-de-Loulay von den Ortschaften Saint-Hilaire-de-Clisson im Norden, La Bernardière im Nordosten, Treize-Septiers im Osten, La Guyonnière im Südosten, Montaigu im Süden, Boufféré im Südwesten, Vieillevigne im Westen sowie Remouillé im Nordwesten.
Die Trauben der örtlichen Weinhügel werden vor allem für den Muscadet geerntet.

## Bevölkerungsentwicklung
| Jahr                      | 1962  | 1968  | 1975  | 1982  | 1990  | 1999  | 2006  | 2011  |
| Einwohner                 | 1.775 | 1.923 | 2.079 | 2.605 | 3.238 | 3.569 | 3.934 | 4.305 |
| Quelle: Cassini und INSEE |       |       |       |       |       |       |       |       |

## Sehenswürdigkeiten

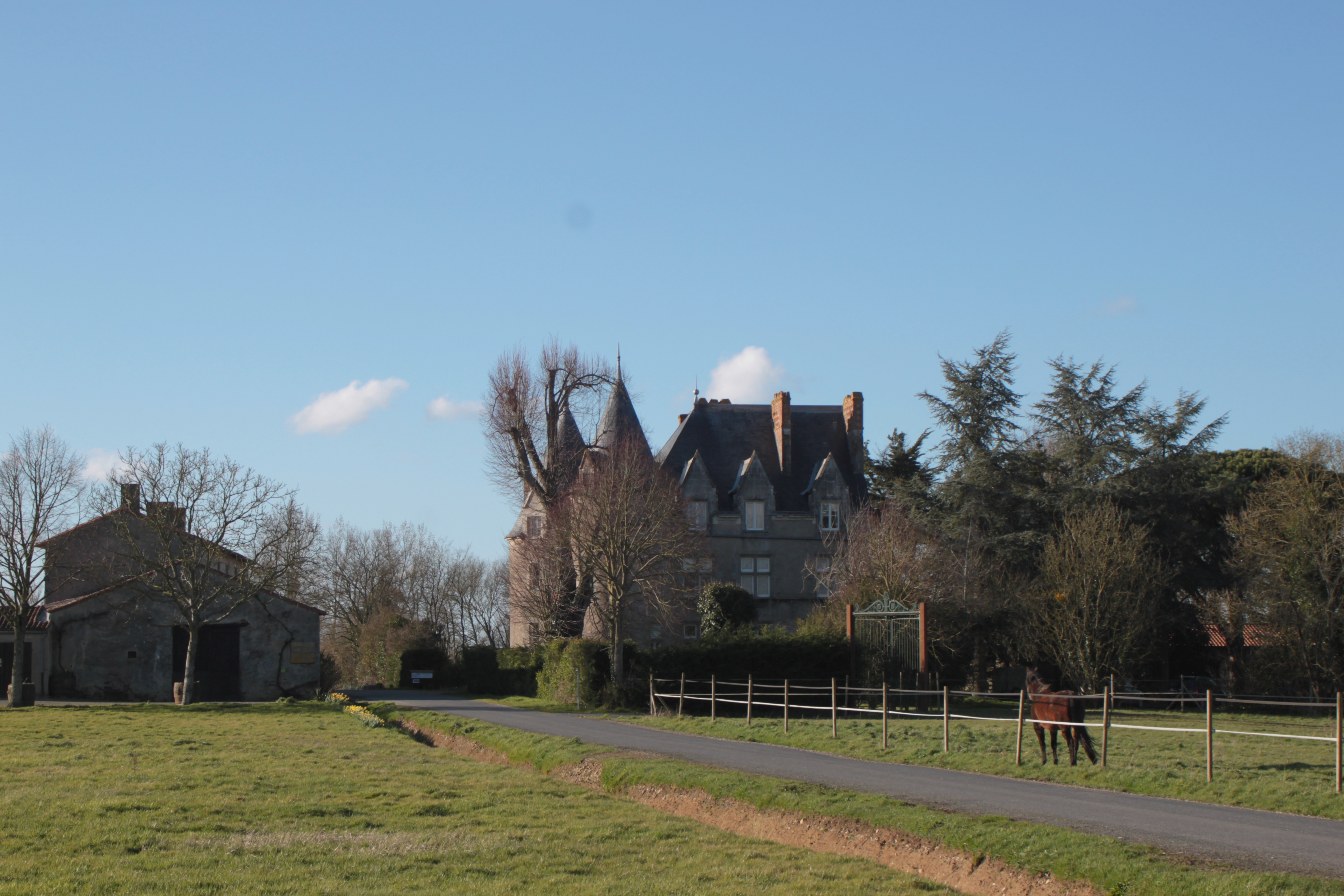
Schloss Preuille

- Die sieben kleine Schlösser, unter anderem:

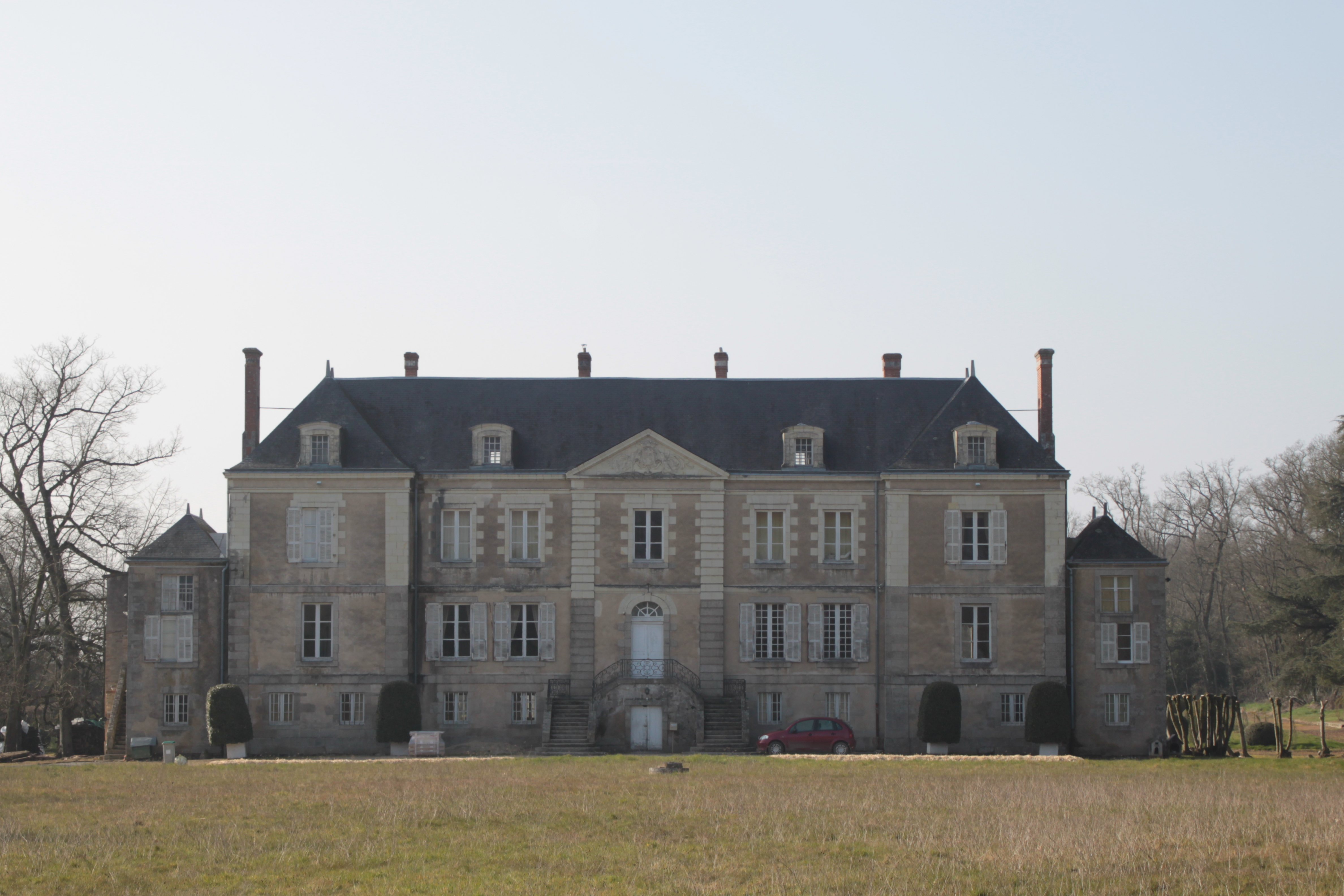
Schloss Lande

  - Schloss Preuille
  - Schloss Lande
  - Schloss Bois-Corbeau

- Sénard-Brücke über die Maine

## Persönlichkeiten
- Maria Karolina von Neapel-Sizilien (1798–1870), Herzogin von Berry, lebte 1832 auf Schloss Preuille